# 寶石 (加利福尼亞州)
寶石（英語：Cameo）是位於美國加利福尼亞州弗雷斯諾縣的一個非建制地區。該地的面積和人口皆未知。

## 地理
寶石的座標為36°45′53″N 119°42′12″W / 36.76472°N 119.70333°W，而該地的平均海拔高度為101米（即331英尺）。